# Шлейфер Павло Іванович
Павло́ Іва́нович (Па́уль Йо́ган) Шле́йфер (* 29 червня (11 липня) 1814, Київ — † 24 квітня (6 травня) 1879) — маляр-портретист, архітектор і педагог, родом з Києва. Батько київського архітектора Георгія Шлейфера.

## Біографія
Павло Шлейфер народився у німецькій родині у Києві.
По закінченні навчання 1830 року залишив Київ і подався до Санкт-Петербургу, де працював в Департаменті зовнішньої торгівлі. Одночасно він був вільним слухачем у Петербурзькій Академії Мистецтв від 1836 до 1840 року. Після цього присвятив себе головним чином живопису і працював учителем малювання в Павловському кадетському корпусі, з початку 1844 викладач Полтавського, а з грудня того ж року Київського Інституту шляхетних дівчат. 1847 року безуспішно конкурував із своїм колегою та ровесником Тарасом Шевченком за посаду викладача малювання Київського університету.
З 1852 архітектор Київської навчальної округи. 1856 року він спорудив за власним проєктом будинок Другої чоловічої гімназії на теперішньому бульварі Тараса Шевченка (нині Міська телефонна станція). 1857 року переобладнав теперішній «Жовтий» корпус університету під будинок Першої гімназії. Розробляв проєкти також і житлових будинків.

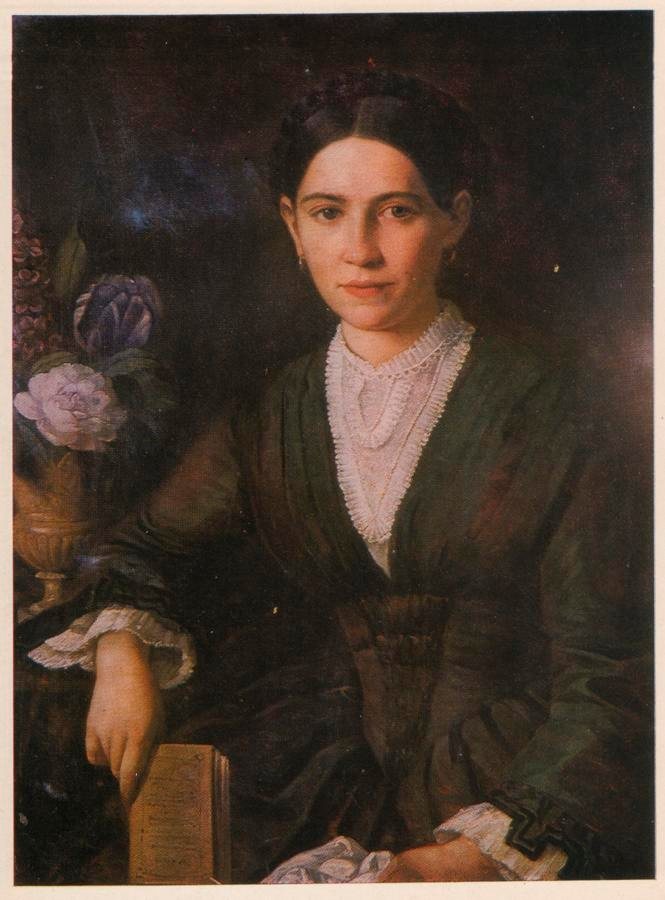
Портрет дружини, 1853

Як член лютеранської громади міста Шлейфер на громадських засадах спорудив будинок кірхи та розробив проєкт її інтер'єру на Німецькій горі.
1849 року одружився із Кароліною Андріївною Шнауфферт.
Портрети Шлейфера в стилі українського портрета 18 ст. — («Жіночий портрет», 1836); найпомітніший зв'язок з давньоукраїнським портретом на «Портреті дружини» (1853). Відомі також 2 чоловічі портрети Шлейфера (1842 і 1846), «Портрет музики» (1845). Помер Шлейфер у Києві.

## Зведені споруди
- Кирха Св. Катерини (1850-і рр.)
- Житловий будинок Фальберга на вул. Безаківській (тепер Петлюри) № 14 (1874 р.)
- Будинок Глухівського учительського інституту (1874-1877)
- Острозька гімназія (1876 р.)